# Závada Péter
Závada Péter (Budapest, 1982. június 8. –) magyar rapper, zenész, költő, drámaíró, egyetemi adjunktus.

## Tanulmányai
Závada Pál író és Gyetvai Ágnes (1952–1991) művészettörténész első és egyetlen gyermekeként született. Gyermekkorát Budapesten töltötte. 2001-ben érettségizett a budapesti Szilágyi Erzsébet Gimnáziumban.
2001 és 2003 között a Budapesti Közgazdaságtudományi és Államigazgatási Egyetem közgazdász-tanár szakos hallgatója volt. 2009-ben az Eötvös Loránd Tudományegyetem Bölcsészettudományi Karán szerzett angol-olasz szakos diplomát (Angol–Amerikai Intézet és Romanisztikai Intézet). 2015-ben a Károli Gáspár Református Egyetem Bölcsészettudományi Karán szerzett színháztudományi diplomát.
2016-tól kezdve az ELTE Esztétika Doktori Iskola doktorandusza, 2022-ben ledoktorált, disszertációját a "Kortárs színházi tapasztalat fenomenológiai közelítései Edmund Husserl elméletei alapján" címmel írta, azóta esztétikát tanít. 2023-ban doktorrá avatták.

## Irodalmi pályafutása
2009-ben a Jelenkorban jelentek meg először versei, azóta publikál rendszeresen irodalmi folyóiratokban. Verseit többek között az Élet és Irodalom, az Alföld, a Holmi, a Műút, az Ex Symposion, a Pannonhalmi Szemle, a Zempléni Múzsa, a Szkholion, a Bárka és a Helikon közölte. Első verseskötete Ahol megszakad címmel a Libri Kiadó gondozásában jelent meg 2012-ben, amiért 2013-ban Horváth Péter irodalmi ösztöndíjra jelölték, ahol bejutott a zsűri által legjobbnak ítélt három végső jelölt közé. 2013-ban részt vett a berlini International Poesie Festivalon, ahol Kemény Istvánnal és Borbély Szilárddal olvasott fel. Második verseskötete 2015-ben Mész címmel jelent meg a Jelenkor Kiadó gondozásában, amiért második alkalommal is Horváth Péter irodalmi ösztöndíjra jelölték, ahol szintén bejutott a zsűri által legjobbnak ítélt három jelölt közé.
2016-ban Örkény István drámaírói ösztöndíjat kapott. 2017-ben Móricz Zsigmond irodalmi ösztöndíjban részesült. 2017-ben megjelent harmadik, Roncs szélárnyékban című verseskötete a Jelenkornál. 2017-ben neki ítélték a Horváth Péter irodalmi ösztöndíjat, melynek köszönhetően 2018 nyarán egy hónapot töltött a berlini Literarisches Colloquium Berlinben. 2018-ban Je suis Amphitryon című drámájáért, mely szintén a Jelenkornál jelent meg, Szép Ernő-különdíjban részesült. 2018-ban Iphigeneia továbblép című szövegével harmadik helyezést ért el az Alföld folyóirat Határ-pályázatán. 2019-ben meghívást kapott Rotterdamba, Európa legnagyobb költészeti fesztiváljára, a Poetry International-ra. 2020 januárjában ösztöndíjas volt Stuttgartban, a Schloss Solitude-ben. 2012-től fennállásáig (2019) a József Attila Kör tagja. Verseit angol, német és román nyelvre fordították le.

## Színházi pályafutása
2010 óta folytat színpadi szerzői és dramaturgiai tevékenységet. 2010-ben a Merlin Színházban működő Spidron színi társulat házi szerzője volt. 2012-ben a Színház- és Filmművészeti Egyetem és Kovács D. Dániel rendező szakos hallgató számára írt vizsgadarabot, Molière Versailles-i rögtönzésének parafrázisát. 2013-ban a Nyitrai Nemzetközi Színházi Fesztivál (Divadelna Nitra) Parallel Lives pályázatára Reflex címmel írt drámát, amelyet Kovács. D. Dániel rendezésében Bodó Viktor Szputnyik Hajózási Társasága mutatott be Nyitrán, Budapesten, Strasbourgban, Toruńban és Drezdában.
2014-ben a Krétakör Korrupció című előadásához írt dalszövegeket, amit Gulyás Márton rendezésében mutattak be. Ugyanebben az évben szintén a Krétakör A párt című előadásához fordított dalszövegeket, amit Schilling Árpád rendezésében mutattak be. 2014-ben operalibrettót fordított Astor Piazzola Maria de Buenos Aires című művéből készült A nagyvárosok Máriája című előadáshoz, melyet a Katona József Színház Sufnijában mutattak be Láng Annamária főszereplésével Rába Roland rendezésében. 2014-ben dramaturgként működött közre a Tünet Együttes Voyager 3 – Mission is possible című előadásában, amit a Jurányi Közösségi Házban mutattak be Szabó Réka rendezésében.
2015-ben a Hair című musical dalait fordította a Mohácsi János és Mohácsi István Belvárosi Színházban rendezett előadásához. Ugyanebben az évben dalszövegeket írt a Krétakör A harag napja című előadásához, amelyet Schilling Árpád rendezett. 2016-ban William Shakespeare Ahogy tetszik című drámáját dolgozta át Nádasdy Ádám fordítása alapján, amit Kovács D. Dániel rendezésében mutattak be a Katona József Színház Kamrájában.
2017-ben Ascher Tamás rendezésében a Katona József Színház nagyszínpadán mutatták be Moliére A nők iskolája című vígjátékából készített színpadi átiratát. 2017-ben a Vígszínházban szintén Kovács D. Dániel rendezésében mutatták be az eredetileg Nádasdy Ádám által fordított és az előadás kedvéért Fekete Ádámmal közösen átdolgozott Szentivánéji álom-átiratát. 2017-ben a Budapesti Operettszínházban librettót írt a Csárdáskirálynő Broadway-verziójához, a Riviera Girlhöz, melyet Kerényi Miklós Gábor rendezett. Ugyanebben az évben az Operettben Szenteczki Zita rendezésében bemutatták a Lázár Ervin regénye alapján készült Szegény Dzsoni és Árnika című zenés darabot, amelynek a dalszövegeit írta.
2017-ben ismét a Vígszínházban dolgozott, ahol Georges Feydeau Egy éj a Paradicsomban című darabját Mátrai Eszter Diánával közösen dolgozták át Michal Dočekal rendező előadásához. 2017-ben a Vígszínház Pesti Színházában közreműködött a Rudolf Péter rendezte Shakespeare-dráma, a Lóvátett lovagok előadásszövegének elkészítésében. 2017-ben a K2 társulatával New Yorkba utazott, hogy interjúkat készítsen az 1956-os forradalom idején Amerikába emigrált magyarokkal, mely anyagból aztán 2017-ben a Szkéné színpadán, Benkó Bence és Fábián Péter rendezésében Holdkő címmel mutatták be dokumentarista színdarabját.
2018-ban a Radnóti Színház felkérésére szövegíróként dolgozott az Andrei Şerban rendezte III. Richárdban, mely alakításért 2018-ban, a 39. Kritikusdíj-átadón Alföldi Róbert kapta a legjobb férfi főszereplő díját. 2018-ban Fehér Balázs Benővel és Bíró Bencével a Nyíregyházi Móricz Zsigmond Színház számára készítették el, Georges Feydeau A hülyéje című drámája alapján, A balek című előadást. 2018-ban Székely Kriszta rendezésében, Szabó-Székely Árminnal együttműködve Homérosz Odüsszeiája alapján megírták az Ithaka című előadás színpadi szövegkönyvét. 2018-ban a budapesti Trafó színpadán Geréb Zsófia rendezésében és Varga Zsófia dramaturg közreműködésével bemutatták önálló drámáját, a Je suis Amphitryont. 2018-ban két előadás létrehozásában is közreműködött az Operett Színházban, ahol Szenteczki Zita felkérésére dalszövegeket írt Maurice Maeterlinck A kék madár című drámájához, valamint angolról magyarra fordította a Béres Attila rendezte Carousel librettóját.
2019-ben dramaturgként dolgozott Szabó Kimmel Tamás Széttépve című önálló estjén, melyet Novák Eszter rendezett a Belvárosi Színházban. Ezt követően állandó zenésztársával, Ratkóczi Hubával dalokat írtak a Magács László által rendezett Tizenkét szék című előadáshoz. 2019 szeptemberében az Örkény Színházban, Bodó Viktor rendezésében bemutatták A Kertész utcai Shaxpeare-mosót, melynek a szövegkönyvét készítette.

## Zenei pályafutása

### Akkezdet Phiai
Zenei pályafutása több, mint húsz évet ölel fel. 1996-ban Süveg Márkkal (Saiid) megalapította az Akkezdet Phiai együttest. Első lemezük 2004-ben jelent meg Akkezdet címmel a Wacuum Airs független lemezkiadó gondozásában, amely bekerült a 303 magyar lemez, amit hallanod kell, mielőtt meghalsz című könyvbe. A második duplalemez hat évvel később, 2010-ben jelent meg Kottazűr címmel a DDK gondozásában. 2016-ban az Akkezdet Phiai a VIVA TV által szervezett Magyarország Legjobb Rapperei szavazáson az első helyen végzett.

### trAnzKaPHka
2014 körül indult trAnzKaPHka néven indult el a szólóprojektje. 2016-ban Kastély címmel hat zene számos szólólemeze jelentetett meg.

#### Története

##### Előzmények
A zenekaron belüli források úgy erősítették meg, hogy 2015-ben új Akkezdet Phiai album érkezik, de Saiid (a duó másik tagja) 2015 telén négy hónapra Ázsiába utazott, így a tervezett lemez nem készült el. Újonc nem akart leállni a munkával és mivel maradt egy csomó felesleges energiája és volt néhány új szövege, belevágott egy szólóprojektbe, ez lett a trAnzKaPHka.
„Először a projekt címe volt meg. Tudtam, hogy Kafka A kastély című regénye jelöli majd ki az album hangulatát, mert egy sötét, bizarr és szürrealisztikus szöveg- és hangzásvilágot szerettem volna létrehozni. Az már csak utólag derült ki, hogy Franz Kafka nevében, ha elmésen ph-val írjuk, benne van az AKPH monogramja.” 

„Nemrég újraolvastam A kastélyt Kafkától, és beszéltük egy barátommal, hogy milyen vicces lenne, ha nem Franz Kafka lenne – hanem „Tranz”, mert akkor benne van az átalakulás, Az átváltozás címe is.” 

#### Kastély
A Kastély című album 6 számot tartalmaz, melyek 2016. június 18-a és 23-a között naponta jelentek meg. A lemez hideg, távoli, sötét újhullámos hiphop alapok és szubkulturális, politikai, közéleti és irodalmi utalásoktól hemzsegő szövegek markáns és szuggesztív elegye. A zenei alapokat egy fiatal győri DJ és zenei producer, Sammie Beats készítette.
„Nagyon izgalmas volt vele dolgozni. A Soundcloud-ját már régóta követtem, aztán összeismerkedtünk, és egyből megtaláltuk a közös hangot. Volt, hogy kész zenéket mutatott, de olyan dal is szerepel a lemezen, amit együtt írtunk.” 
A korábbi Akkezdet Phiai lemezeken megszokott belső rímekkel tömött szövegekkel ellentétben ezen a projekten egy már-már versmondatokkal operáló, az általában sorvégen összecsengő rímek egyediségére odafigyelő flow-t kapunk.
A projekt legnépszerűbb darabja a Kodein című szám lett, melynek eredeti audio változata 2024 májusában már közel 5,5 millió megtekintésnél jár a YouTube nevű videomegosztó weboldalon. A zenéhez 2018-ban videoklip is készült, ami a harmadik Magyar Klipszemlén elnyerte a legjobb operatőrnek járó díjat.

#### Vapor Vilmos tér
A trAnzKaPHka 2019 decemberében tért vissza a Vapor Vilmos tér című szerzeménnyel, melynek zenei alapját Kunert Péter jegyzi. A dalhoz készült videoklip a Pécsi Tudományegyetem filmtudományi tanszékén készült, egy kísérleti filmes szemináriumon. A videó vizuális anyagát a hallgatók készítették, a képanyaghoz játék- és dokumentumfilmek 35 mm-es filmszalagjait használták fel.

##### Vaklárma
Újonc trAnzKaPHka-ként működött közre a 2020 márciusában megjelent (y) nevű Kapitány Máté-albumon található Vaklárma című számon.

##### Gondoskodás
2021 decemberében jelent meg a trAnzKaPHka név alatt limitált kiadásban, pendrive formájában a Gondoskodás című album. A 9 számot tartalmazó lemezen szereplő szövegek Závada azonos című verseskötetéből származnak, a zenei aláfestésért pedig Ratkóczi Huba és Boros Levente felel. A korábbi trAnzKaPHka megjelenésekkel ellentétben az album az újhullámos raptől teljesen eltérő műfajt képvisel. A Ratkóczi és Závada közötti közel tízéves élőzenei együttműködés eredményeként jött létre a Závada versfelolvasása és Ratkóczi zenei kísérletezése (pl. gitárok, loop- és effekt-pedálok, hegedűvonók, vagy bemikrofonozott réztálcák használata) által fémjelzett hangzás. Az albumon található Kastély című számhoz később videoklip is készült. Az album Závada eredeti neve alatt hangoskönyv formában is megjelent 2023-ban a Jelenkor Kiadó gondozásában.

## Diszkográfia

### Akkezdet Phiai
- Akkezdet (2004)
- Kottazűr (2010)

### trAnzKaPHka
- Kastély (2016)
- Gondoskodás (2021)

### Kislemezek
| Cím                | Év   | Album       |
| ------------------ | ---- | ----------- |
| "Paradigma"        | 2016 | Kastély     |
| "A Helyzet Ura"    | 2016 | Kastély     |
| "Kodein"           | 2016 | Kastély     |
| "Keleti Nyitás"    | 2016 | Kastély     |
| "Vattafák"         | 2016 | Kastély     |
| "Szupercella"      | 2016 | Kastély     |
| "Vapor Vilmos tér" | 2019 | —           |
| "Kastély"          | 2022 | Gondoskodás |

### Közreműködések
| Cím        | Év   | Előadó        | Album |
| ---------- | ---- | ------------- | ----- |
| "Vaklárma" | 2020 | Kapitány Máté | (y)   |

### Videoklipek
| Cím                | Év   | Rendező                |
| ------------------ | ---- | ---------------------- |
| "Paradigma"        | 2016 | Miki357                |
| "Kodein"           | 2018 | Jakab Péter            |
| "Vapor Vilmos tér" | 2019 | Lichter Péter          |
| "Kastély"          | 2022 | Koltay Dorottya Szonja |

## Művei

### Könyvei
- Ahol megszakad, versek, Libri Kiadó, 2012
- Mész, versek, Jelenkor Kiadó, 2015
- Roncs szélárnyékban, versek, Jelenkor Kiadó, 2017
- Je suis Amphitryon. Dráma egy részben; Jelenkor, Bp., 2018
- Gondoskodás. Versek; Jelenkor, Bp., 2021
- A muréna mozgása, versek, Jelenkor, Bp., 2023
- Budapest Nagyregény. Budapest Brand Nonprofit Zrt., Bp., 2023 (társszerző)

### Antológiák
- Szép versek 2013, Magvető, 2013
- Szép versek 2014, Magvető, 2014
- Szép versek 2015, Magvető, 2015
- Szép versek 2016, Magvető, 2016
- Szép versek, 2017, Magvető, 2017
- Szép versek, 2018, Magvető, 2018
- Grand Tour, szerk.: Federico Italiano, Jan Wagner, Carl Hanser Verlag, 2019
- All Over Heimat, szerk. Matthias Engels, Thomas Kade, Thorsten Trelenberg, Stories and Friends, 2019
- Dies wird die Hypnose des Jahrhunderts, Szerk. Orsolya Kalász, Peter Holland, Klak Verlag, 2019

### Drámái
- Reflex, 2013, rendező: Kovács D. Dániel
- Holdkő, 2017, rendező: Benkó Bence és Fábián Péter
- Je suis Amphitryon, 2018, rendező: Geréb Zsófia
- Én, Iphigénia, 2019, rendező: Gryllus Dorka, Soós Attila, Spáh Dávid, Sándor Dániel Máté
- A széplélek, 2021, rendező: Geréb Zsófia

### Előadásszövegei
- Molière: Versailles-i rögtönzések, átdolgozás, 2012, rendező: Kovács D. Dániel
- Korrupció, dalszövegírás, 2014, rendező: Gulyás Márton
- A párt, dalszövegfordítások, 2014, rendező: Schilling Árpád
- Astor Piazzola: A nagyvárosok Máriája, operalibretto fordítás, 2014, rendező: Rába Roland
- James Rado, Gerome Ragni: Hair, dalszövegfordítások, 2015, rendező: Mohácsi János
- A harag napja, dalszövegírás, 2015, rendező: Schilling Árpád
- William Shakespeare: Ahogy tetszik, átdolgozás, Nádasdy Ádám fordítása alapján, 2016, rendező: Kovács D. Dániel
- Moliére: A nők iskolája, színpadi szöveg átírás, 2017, rendező: Ascher Tamás
- William Shakespeare: Szentivánéji álom, átdolgozás, Nádasdy Ádám fordítása alapján, Fekete Ádámmal közösen, 2017, rendező: Kovács D. Dániel
- Kálmán Imre, P.G. Wodehouse, Riviera Girl, 2017, rendező: Kerényi Miklós Gábor
- Lázár Ervin: Szegény Dzsoni és Árnika, dalszövegek, zene: Szirtes Edina Mókus, 2017, rendező: Szenteczki Zita
- William Shakespeare: Lóvátett lovagok, színpadi szöveg Mészöly Dezső fordítása alapján, 2017, rendező: Rudolf Péter
- Georges Feydeau: Egy éj a Paradicsomban, színpadi szöveg átírás, Mátrai Eszter Diánával közösen, 2018, rendező: Michal Dočekal
- William Shakespeare: III. Richárd, előadásszöveg átírás, 2018, rendező: Andrei Şerban
- Georges Feydeau: A balek (A hülyéje), Bíró Bencével és Fehér Balázs Benővel közösen, 2018, rendező: Fehér Balázs Benő
- Ithaka, színpadi szövegkönyv Homérosz Odüsszeiája alapján, Szabó-Székely Árminnal közösen, 2018, rendező: Székely Kriszta
- Maurice Maeterlinck: A kék madár, dalszövegek, 2018, rendező: Szenteczki Zita
- Rodgers and Hammerstein, Carousel, dalszövegfordítás, 2018, rendező: Béres Attila
- Ilf-Petrov: Tizenkét szék, dalszövegek, 2019, rendező: Magács László
- A Kertész utcai Shaxpeare-mosó, színpadi szövegkönyv, 2019, rendező: Bodó Viktor
- LIDÉRCEK, SHAXPEARE, DELÍRIUM, színpadi szövegkönyv, 2023, rendező: Bodó Viktor

### Dramaturgiai munkái
- Tünet Együttes: Voyager 3 – Mission is possible, 2014, rendező: Szabó Réka
- Széttépve, 2019, rendező: Novák Eszter

## Díjai
- Horváth Péter irodalmi ösztöndíj (jelölés) (2013)
- Horváth Péter irodalmi ösztöndíj (jelölés) (2015)
- Örkény István drámaírói ösztöndíj (2016)
- Móricz Zsigmond-ösztöndíj (2017)
- Horváth Péter irodalmi ösztöndíj (2017)
- Szép Ernő-jutalom (2018)
- Látó-nívódíj (2018)
- Versum-díj (jelölés) (2019)
- Alföld folyóirat Határ-pályázata, harmadik helyezés (2019)
- Halász Péter díj a Kertész utcai Shaxpeare-mosóért (2020)
- Libri irodalmi díj (jelölés) (2022)

## Interjúk
- Zsiráf körút, nol.hu, 2012. május 25.
- "Beléjük szúrtam azt a szót, hogy anya", 2015. szeptember 24.
- Beszélgetés Závada Péterrel, Bárka Online, 2015. szeptember 30.
- Levegőben forgó kocka, Szifonline, 2016. február 8.
- Nyelvbe falazva, 2016. február 8.
- Shakespeare magáért beszél, Litera.hu, 2016. március 10.